# Halfaouine
Halfaouine es una película de 1990 del director Ferid Bougedhir.

## Descripción
Retrato de la alegre, sensual y mediterránea sociedad tunecina a través de los ojos adolescentes de Noura, de doce años. Noura es un chico que empieza a abrir sus ojos a los secretos de su sexualidad cuando empieza sus visitas al hammam público y observar a las mujeres que le rodean. La película retrata las contradicciones entre la moderna Túnez y el sistema paternalista que sigue resistiendo a los cambios.
Halfaouine es el nombre de un barrio de Túnez. Se trata de una producción francotunecina.